# مارك سلاتر
مارك سلاتر (بالإنجليزية: Mark Slater)‏  (و. 1969 –  م) هو ملحن من المملكة المتحدة.